# Werner Streib
Werner Streib, né le 13 juin 1911 et mort le 15 juin 1986, est un militaire allemand, as de la Luftwaffe durant la Seconde Guerre mondiale. Il a été décoré de la croix de chevalier de la croix de fer avec feuilles de chêne et glaives. Il fut l'un des premiers grands as de la Nachtjagd.

## Distinctions
- Insigne des blessés en noir
- Ehrenpokal der Luftwaffe le 13 septembre 1940
- Agrafe des vols au front en or
- Insigne de pilote-observateur
- Croix de fer (1939)
  - 2e classe le 17 mai 1940[1]
  - 1re classe le 20 juin 1940[1]
- Croix allemande en or le 26 février 1942 en tant que Hauptmann du I./NJG 1[2]
- Croix de chevalier de la croix de fer avec feuilles de chêne et glaives
  - Croix de chevalier de la croix de fer le 6 octobre 1940 en tant que Oberleutnant et Staffelkapitän du 2./NJG 1[3],[4]
  - 197e feuilles de chêne le 26 avril 1943 en tant que Major and Gruppenkommandeur du I./NJG 1[3],[5]
  - 54e glaives le 11 mars 1944 en tant que Major et Geschwaderkommodore du NJG 1[3],[6]
- Mentionné quatre fois dans le Wehrmachtbericht (1er octobre 1940, 15 mars 1941, 5 juillet 1941 et 31 mai 1942)